# Премія «Давид ді Донателло» найкращому іноземному режисеру
Премія «Давид ді Донателло» найкращому іноземному режисеру (італ. David di Donatello per il miglior regista straniero) — один з призів національної італійської кінопремії Давид ді Донателло, який присуджували з 1966 по 1990 рік.

## Лауреати

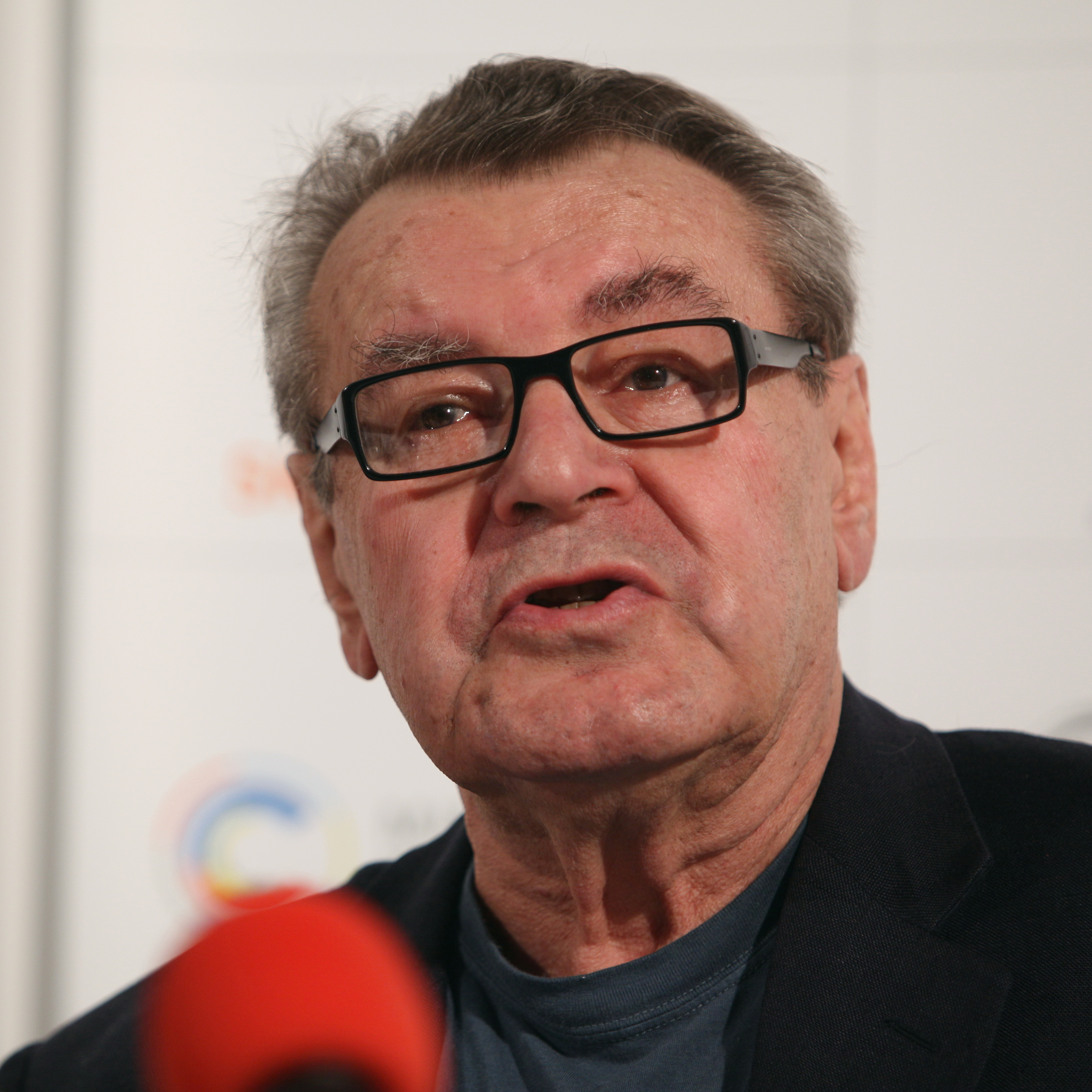
Мілош Форман — тричі лауреат премії: у 1976, 1979 і 1985 рр.

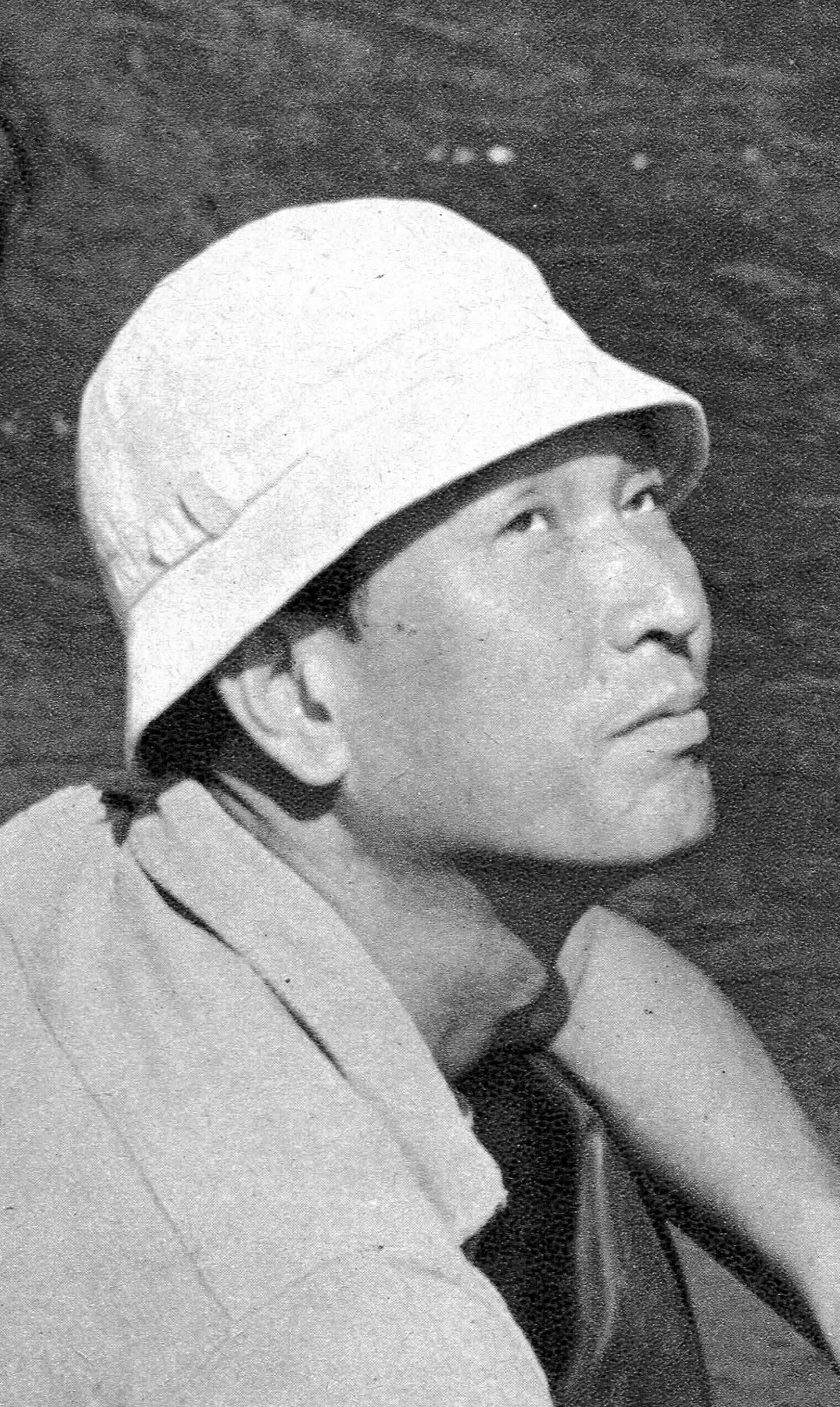
Акіра Куросава — тричі лауреат премії: у 1977, 1981 і 1986 рр.

Вказано рік проведення церемонії
| Рік  | Режисер              | Фільм                                                                    |
| 1966 | Джон Г'юстон         | Біблія / The Bible: in the Beginning                                     |
| 1967 | Девід Лін            | Доктор Живаго / Doctor Zhivago                                           |
| 1968 | Річард Брукс         | Холоднокровне убивство / In Cold Blood                                   |
| 1969 | Роман Полянський     | Дитина Розмарі / Rosemary's Baby                                         |
| 1970 | Джон Шлезінгер       | Опівнічний ковбой / Midnight Cowboy                                      |
| 1971 | Клод Лелуш           | Хуліган / Le Voyou                                                       |
| 1972 | Джон Шлезінгер       | Неділя, проклята неділя / Sunday Bloody Sunday                           |
| 1973 | Боб Фосс             | Кабаре / Cabaret                                                         |
| 1974 | Інгмар Бергман       | Шепоти і крики / Viskningar Och Rop                                      |
| 1975 | Біллі Вайлдер        | Перша шпальта / The Front Page                                           |
| 1976 | Мілош Форман         | Пролітаючи над гніздом зозулі / One Flew Over the Cuckoo's Nest          |
| 1977 | Акіра Куросава       | Дерсу Узала / デルス・ウザーラ                                           |
| 1978 | Герберт Росс         | До побачення, люба / The Goodbye Girl                                    |
| 1978 | Рідлі Скотт          | Дуелянти / The Duellists                                                 |
| 1979 | Мілош Форман         | Волосся / Hair                                                           |
| 1980 | Френсіс Форд Коппола | Апокаліпсис сьогодні / Apocalypse Now                                    |
| 1981 | Акіра Куросава       | Тінь воїна / 影武者                                                      |
| 1982 | Маргарете фон Тротта | Свинцеві часи / Die bleierne Zeit                                        |
| 1983 | Стівен Спілберг      | Іншопланетянин / E.T. The Extra-Terrestrial                              |
| 1984 | Інгмар Бергман       | Фанні та Олександр / Fanny och Alexander                                 |
| 1985 | Мілош Форман         | Амадей / Amadeus                                                         |
| 1986 | Акіра Куросава       | Ран / 乱                                                                 |
| 1987 | Джеймс Айворі        | Кімната з виглядом / A Room with a View                                  |
| 1988 | Луї Маль             | До побачення, діти / Au revoir les enfants                               |
| 1989 | Педро Альмодовар     | Жінки на межі нервового зриву / Mujeres al borde de un ataque de nervios |
| 1990 | Луї Маль             | Мілу у травні / Milou en mai                                             |